# Ouragan Idalia
L’ouragan Idalia est le 10e cyclone tropical, le 9e nommé, le troisième ouragan et le second ouragan majeur de la saison cyclonique 2023 dans l'océan Atlantique nord. Il s'est formée à partir d'une faible zone dépressionnaire sur la côte de l'océan Pacifique au Salvador et qui a traversé l'Amérique centrale pour devenir une dépression tropicale dans le canal du Yucatan le 26 août. Celle-ci s'est transformé en tempête tropicale le lendemain, recevant le nom d’Idalia. Traversant le golfe du Mexique, elle a connu une intensification rapide, devenant brièvement un ouragan de catégorie 4 juste avant de toucher terre dans la région de Big Bend Coast en Floride avec une force de catégorie 3 le 30 août. Entrant ensuite dans les terres, il s'est affaibli en tempête tropicale près de Savannah en Géorgie, puis est retourné en mer au large de la Caroline du Sud le 31 août où elle s'est transformée en cyclone post-tropical le même jour. Le système frontal est ensuite passé à environ 65 km au sud des Bermudes avant que sa trajectoire s'incurve vers le nord. La dépression des latitudes moyennes faiblissante a affecté les provinces de l'Atlantique du Canada durant quelques jours.
Idalia a causé des dégâts importants dans la région de Big Bend et dans le sud de la Géorgie. Des milliers de structures ont été endommagées ou détruites et au moins trois personnes sont mortes dans des incidents directement liés à la tempête. Les premières estimations plaçaient les pertes assurées entre 2,2 et 5 milliards $US. La houle cyclonique des restes de l'ouragan ont produit des courants d'arrachement dangereux sur la côte est des États-Unis pendant la fin de semaine de la fête du Travail, entraînant 5 autres décès indirects et de nombreux sauvetages. Au moins une autre personne est morte dans les jours après le passage de la tempête en déblayant les débris.

## Évolution météorologique

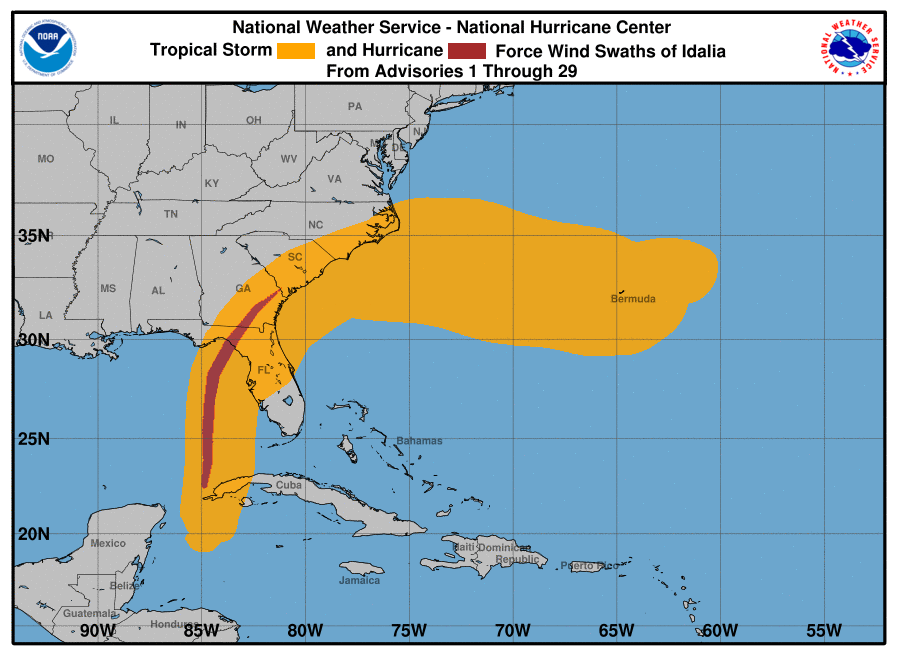
Corridor de vents de tempête (orange) et d'ouragan (rouge).

Le 23 août, le NHC a commencé à suivre une faible zone de basse pression, située près de la côte Pacifique de la république du Salvador, ayant un potentiel développement cyclonique une fois entrée dans la mer des Caraïbes. Une fois arrivée dans la mer des Caraïbes, la zone s'est organisée et le 26 août, le NHC l'a classée comme dépression tropicale Dix alors qu'elle était située dans le canal du Yucatán. Le 27 août à 15 h 15 UTC, le NHC l'a reclassée en tempête tropicale nommée Idalia à la suite du rapport d'un avion de reconnaissance. La Floride et la pointe ouest de Cuba sont mis en alerte cyclonique.
Le 29 août à 6 h UTC, Idalia est entrée dans le golfe du Mexique, se dirigeant vers la Floride tout en se renforçant rapidement. À 9 h UTC, elle est reclassée en ouragan de catégorie 1. Les alertes sont prolongées vers la Géorgie, la Caroline du Sud et la Caroline du Nord. À 21 h UTC, l'ouragan est passé à la catégorie 2 à 310 km au sud-ouest de Tampa. Au cours des heures suivantes, Idalia a continué à s'intensifier passant à la catégorie 3 de l'échelle de Saffir-Simpson à 4 h UTC le 30 août, puis à la catégorie 4 à 9 h UTC à 90 km à l'ouest de Cedar Key en Floride,. Le centre de l'ouragan a touché la côte à 11 h 45 UTC près de Keaton Beach, comté de Taylor, plus faible avec des vents soutenus de 205 km/h de catégorie 3.

Boucle satellite de l'ex-Idalia approchant du Canada et absorbant les restes de Gert.

En entrant dans les terres, Idalia a faibli rapidement en traversant la région du Big Bend Coast et le sud de la Géorgie pour redevenir une tempête tropicale à 21 h UTC à l'ouest de Savannah. Poursuivant sa course vers le nord-est, Idalia est entré sur l'Atlantique vers 6 h UTC le 31 le long de la côte nord-est de la Caroline du Sud, entre Georgetown et Myrtle Beach. À 21 h UTC, Idalia est devenu Cyclone post-tropical alors qu'un creux frontal l'a rejoint depuis le continent. Cependant, le NHC a continué ses bulletins sur le système qui se dirigeait vers l'est car il était prévu qu’il puisse redevenir tropical plus tard.
La nuit du 1er au 2 septembre, la dépression frontale est passée à environ 65 km au sud des Bermudes où des rafales de 43 nœuds (80 km/h) ont été observés,. Le 2 septembre à 15 h UTC, le NHC a émis un bulletin indiquant qu’Idalia n’était plus prévu de redevenir tropical, alors que le système était situé à environ 150 km à l’est-sud-est dès Bermudes, et son dernier bulletin à 21 h UTC. La tempête des latitudes moyennes devait remonter vers le nord et faiblir ensuite pour affecter les provinces de l'Atlantique du Canada quelques jours plus tard. Pendant sa remontée, Idalia a absorbé les restes de la tempête tropicale Gert le 5 septembre. La dépression des latitudes moyennes restante s'est dissipée le 9 septembre au large de Terre-Neuve.

## Préparatifs

### Cuba
Plus de 10 000 personnes ont été évacuées des provinces de Pinar del Río et d'Artemisa. Les patients de Bahía Honda ont été évacués vers une clinique locale après avoir craint des inondations.

### États-Unis
Le 28 août, des avertissements d'ouragan et d'onde de tempête ont été émis pour certaines parties de la côte ouest de la Floride comme mentionné antérieurement. Le 29 août, le Storm Prediction Center a émis des prévisions orageuses mettant en évidence un risque faible de tornade pour la Floride et pour certaines parties de la Floride, de la Géorgie, de la Caroline du Sud et de la Caroline du Nord. Le NHC a aussi émis des prévisions d'onde de tempête pour ces mêmes États, allant jusqu'à 16 pieds (4,9 m) dans la zone du Big Bend Coast où Idalia devait toucher la côte.

#### Floride
En Floride, 33  comtés de Floride ont été placés en état d'urgence par le gouverneur Ron DeSantis dès le 26 août. Deux jours plus tard, le gouverneur a inclus 13 autres comtés. Les écoles de nombreux comtés de l'État, 18 collèges et 6 universités ont suspendu leurs cours à partir du 29 août,,,. Des abris d'urgence ont été ouverts dans tout l'État et les ports le long de la côte ouest de la Floride, notamment le port de Tampa (SeaPort Manatee) et le port de St. Petersburg, ont commencé à dégager les voies navigables et à sécuriser les installations. Le district de gestion de l'eau du sud de la Floride et le district de drainage de Lake Worth Beach ont commencé à drainer l'eau des systèmes de canaux. Le pont Howard Frankland, entre Tampa et St. Petersburg, a commencé à sécuriser les barges. Un décret déclarant l'état d'urgence local a été émis pour la ville de Tampa. Les évacuations obligatoires ont commencé dans le comté de Pinellas le 28 août. Les équipes de recherche et de sauvetage urbains, composées de près de 600 personnes, ont été activées en Floride. Le parc national des Dry Tortugas a été fermé à l'approche de l'ouragan.
Au moins 1 100 membres de la Garde nationale de Floride ont été mobilisés et 2 400 véhicules de haute mer, ainsi que 12 avions, ont été dépêchés pour les efforts de récupération et de sauvetage. Le Département de l'application de la loi de Floride était prêt à déployer 25 agents chargés de l'application des lois, deux unités mobiles de transit, un véhicule de commandement mobile, un centre de commandement opérationnel et était prêt à soutenir le Centre des opérations d'urgence de l'État activé dans l'ouest de la Floride. Le président Joe Biden a approuvé une déclaration d'urgence pour la Floride et a autorisé l'Agence fédérale de gestion des urgences (FEMA) à coordonner les efforts de secours en cas de catastrophe,.
Les aéroports de Tampa, de Sarasota-Bradenton, de Tallahassee et de St. Petersburg-Clearwater ont été fermés à tous les vols commerciaux le 29 août,,. American Airlines a suspendu ses opérations aux aéroports de Tampa, Sarasota, Tallahassee et Gainesville. La Federal Aviation Administration (FAA) a dérouté les avions et fermé les routes aériennes du golfe du Mexique. Amtrak a annulé ses départs en direction sud vers Jacksonville (Floride) du 28 au 30 août.
La mission spatiale « Silent Barker » du National Reconnaissance Office (NRO) par le United Launch Alliance (ULA) depuis la station spatiale de Cap Canaveral, prévu le 29, a été reportée et la fusée Atlas V ramenée à l'installation d'intégration verticale (VIF). Au moins 200 appareils pour internet Starlink ont été déployés en prévision des interruptions de service.

#### Géorgie et Carolines
Le gouverneur de Géorgie, Brian Kemp, a déclaré l'état d'urgence et activé le centre des opérations de l'état d'urgence le 29 août,. Les écoles, dont celles des comtés de Montgomery, Telfair, Toombs et Wheeler, ont été fermées. Des avertissements d'ouragan étaient en vigueur pour 7 comtés de Géorgie. L'Atlanta Motor Speedway a ouvert gratuitement ses terrains de camping aux évacués de l'ouragan.
Le gouverneur Henry McMaster de Caroline du Sud a déclaré l'état d'urgence. Le parc national de Congaree a été fermé avant l'approche de l'ouragan. Plus de 80 vols ont été annulés à l'aéroport international Charlotte-Douglas en Caroline du Nord en raison de l'approche de la tempête, principalement des vols à destination et en provenance de la Floride. Le Charlotte Motor Speedway a ouvert gratuitement ses terrains de camping aux personnes évacuées par l'ouragan.

### Bermudes
Une veille de tempête tropicale a été émise pour les Bermudes le 30 août qui a ensuite été changée en avertissement à l'approche de la tempête. Cela s'est produit quelques jours seulement après que l'ouragan Franklin ait provoqué des vents de force tempête tropicale sur l'île.

## Conséquences

### Mexique, les Caraïbes et Cuba
Le précurseur puis la tempête tropicale ont provoqué de fortes pluies sur la péninsule du Yucatán. À Cuba, les précipitations ont atteint 100 mm dans certaines parties du pays. Des inondations ont été signalées à Güira de Melena et à Guanimar, une petite ville au sud de La Havane. Des vents violents ont frappé la province de Pinar del Río,.
Aux îles Caïmans, Grand Cayman a été connu une mer agitée et des vents forts alors que l'aéroport international Owen Roberts a enregistré une rafale de vent maximale 56 km/h et de fortes pluies, atteignant jusqu'à 51 mm.

### États-Unis
L'estimation des dommages dans le sud-est des États-Unis varient considérablement selon les compagnies d'assurance et les modélisateurs de catastrophes. Initialement, l’agence Moody's a estimé le montant entre 12 et 20 milliards $US par . Le 4 septembre, Moody's a fait état de pertes assurées privées de 3 à 5 milliards $US. Verisk Analytics a publié ses propres chiffres allant de 2,5 à 4 milliards $US. De son côté, Karen Clark & Co. a estimé les pertes à 2,2 milliards $US le 1er septembre. Sur ce montant, 2 milliards de dollars provenaient des dommages causés par le vent et 210 millions de dollars des ondes de tempête. Le réassureur Aon estime les perte à 2 milliards $US.
L'amélioration régulière des codes du bâtiment à travers la Floride est attribuée à des dommages moindres car les structures sont plus capables de résister aux effets des ouragans. Les maisons construites sur pilotis et dotées de toits correctement sécurisés ont subi des dommages minimes tandis que les structures plus anciennes ont été gravement touchées.
Au moins huit personnes ont été tuées dans des incidents liés à l'ouragan. Il s'agit de trois par effet direct (2 en Floride et 1 en Géorgie) et de 5 indirects par noyade dans les courants d'arrachement associés à la forte houle cyclonique (3 au New Jersey, 1 au Delaware et 1 en Caroline du Nord).

#### Floride

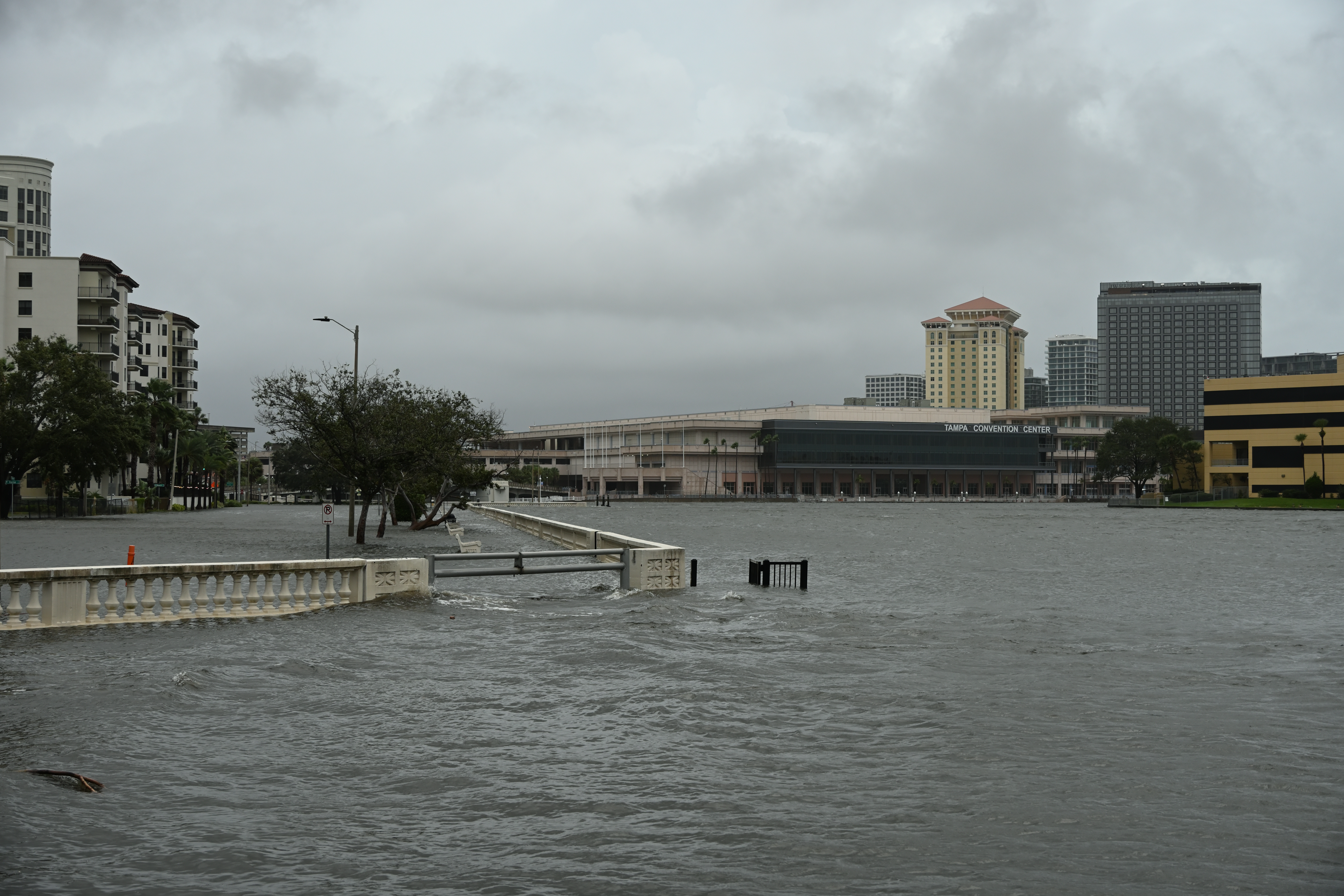
Inondation par l'onde de tempête à Tampa

Idalia a touché terre avec des vents soutenus de 200 km/h, endommageant les bâtiments et les infrastructures de Keaton Beach. L'arrivée de l'ouragan s'est passé à marée basse dans la zone touchée, ainsi près de Cedar Key l'onde de tempête n'a été seulement que de 2,7 m alors que Tampa Bay et Clearwater ont connu une niveau de 1 mètre, bien en-dessous ds prévisions,. Les ponts la route côtière US 41 à Port Charlotte et Punta Gorda ont été fermés en raison d'inondations. Les vagues ont déferlées sur le côté nord du pont Howard Frankland, inondant partiellement le pont. Les vents d’Idalia ont arraché arbres et lignes électriques.
Des images de la région où il a touché terre montrent l’océan déferlant sur les autoroutes et les quartiers inondés. Les routes ont aussi été jonchés de troncs d'arbres et des lignes électriques tombées. La nature compacte et la vitesse de déplacement de l'ouragan a causé des destructions généralisées dans le Big Bend Coast, là où le Panhandle de Floride se courbe vers la péninsule. Cependant les régions plus peuplés, comme la baie de Tampa et Fort Myers, plus au sud ont été relativement moins touchées contrairement à ce qui est arrivé en 2022 avec l'ouragan Ian.
Au moins 75 personnes ont été secourues des zones inondées près de St. Petersburg,. Au moins 278 000 clients ont perdu du courant et plus de 200 vols ont été annulés sur plusieurs compagnies aériennes en Floride,.
Deux hommes ont été tués dans deux accidents de la route différents, respectivement dans les comtés de Pasco et d'Alachua, dus aux mauvaises conditions météorologiques,. Le 5 septembre, un homme du comté de Dixie a été tué par la chute d'un arbre alors qu'il dégageait avec un tracteur des débris laissés par la tempête.

#### Géorgie

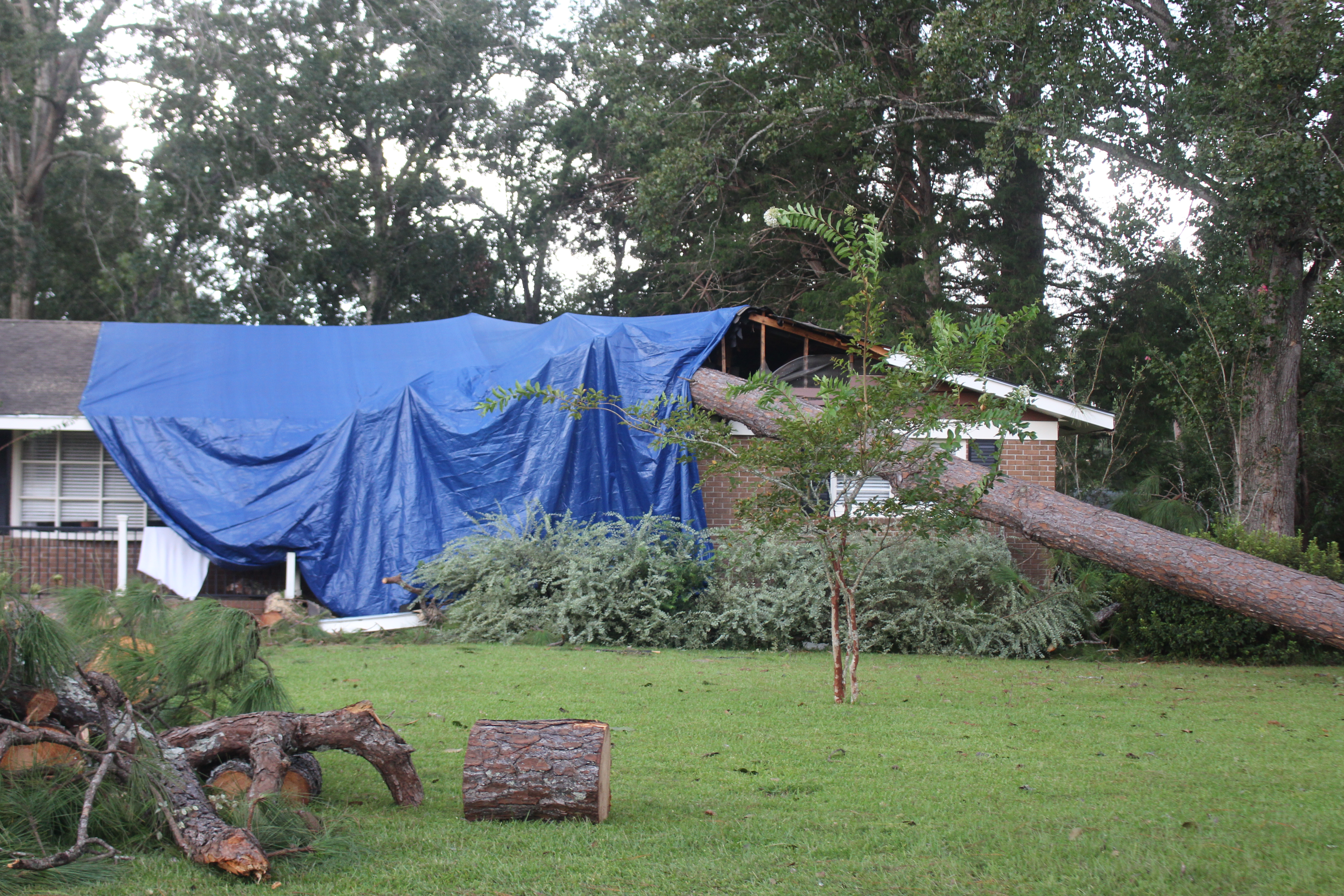
Bris par le vent à Valdosta.

Une urgence de crue soudaine a été émise pour la région de Valdosta. La chute de lignes électriques a mené à la fermeture d'une partie de l'Interstate 75 au sud de Valdosta. Les pluies les plus fortes se sont retrouvées juste au nord de la trajectoire de la tempête avec des valeurs allant de 100 à 250 mm. Dans la région de Valdosta, il en est tombé 140 mm.
American Airlines a suspendu ses opérations à l'aéroport international de Savannah/Hilton Head. Quatre faibles tornades d'intensité EF0 à EF1 sont passée dans le secteur de Brunswick et à Fleming, faisant des dégât mineurs. Plus de 190 000 clients en Géorgie ont perdu l'électricité.
Un homme a été tué à Valdosta après la chute d'un arbre alors qu'il aidait deux adjoints du shérif à dégager les débris d'une route,.

#### Carolines et Virginie
La large zone de vents forts d’Idalia a causé une forte onde de tempête dans certaines zones des Carolines et de fortes pluies jusque dans l'est de la Virginie.
En Caroline du Sud, la tempête est arrivée lors de marées déjà très hautes et l'onde de tempête a causé de l'érosion des dunes. À Charleston, les vagues ont dépassé une partie de la digue qui protège le centre-ville, inondant le quartier historique et des maisons valant des millions de dollars. La marée haute a atteint un peu plus de 2,8 m, soit plus de 90 cm au-dessus de la normale. Myrtle Beach a enregistré le sixième niveau d'eau le plus élevé jamais enregistré, provoquant des inondations modérées. De brèves tornades d'intensité EF0 à EF1 ont touchée Goose Creek, blessant deux personnes, Turbeville, Mount Pleasant et la forêt nationale Francis Marion, laissant des arbres déracinés et des dégâts mineurs,,,,. À North Myrtle Beach, une trombe marine a causé des dommages à un quartier côtier.
Les fortes pluies d’Idalia dans l'intérieur de la Caroline du Sud ont pris quelques jours pour inonder les zones basses le long des fleuves Edisto et Combahee dans les comtés de Colleton et Dorchester. Les inondations ont provoqué le sauvetage d'une personne d'une maison à Givhans,.
Les pluies les plus fortes se sont retrouvées juste au nord de la trajectoire de la tempête avec des valeurs allant de 100 à 300 mm et un maximum de 13,55 pouces (344 mm) à Holly Hill en Caroline du Sud. Dans le sud-ouest de la Caroline du Nord, plus de 230 mm de pluie sont tombés à Whiteville, inondant le centre-ville et faisant déborder les cours d'eau de la région. Trois faibles tornades ont frappé la Caroline du Nord à St. James et Myrtle Grove.
Une personne s'est noyée à cause du courant d'arrachement le long de la côte d'Avon le 4 septembre, un effet de la houle cyclonique restante loin du système post-tropical rendu au sud des provinces de l'Atlantique du Canada.

#### Ailleurs sur la Côte est
Les courants d'arrachment sur la côte est des États-Unis, produits indirects des restes post-tropicaux d’Idalia des centaines de kilomètres au large, ont nécessité de nombreux sauvetages le long des plages bondées par de gens profitant de la longue fin de semaine de la fête du Travail. Une personne s'est noyée au large de Rehoboth Beach, dans le Delaware, le 3 septembre. Au moins une douzaine de personnes ont dû être secourues le long de la côte du New Jersey et 3 personnes se sont noyées le 4 septembre.

### Bermudes
Le 2 septembre, le ministère des Services maritimes et portuaires a annoncé que les traversiers étaient suspendus jusqu'à ce que les conditions météorologiques s'améliorent. La compagnie électrique BELCO a annoncé plus de 6 000 pannes de courant avec le passage de l'ex-Idalia et le ministère des transports publics a annoncé la suspension temporaire des services de bus. La tempête post-tropicale a également provoqué l'annulation ou le retard de tous les vols à destination et en provenance de l'aéroport international L.F. Wade le 2 septembre et certains vols le lendemain. Des rafales à 50 milles par heure (80 km/h) y ont été enregistrées.

## Réactions et autres effets
Des flamants roses des Caraïbes, volant probablement entre la péninsule du Yucatán et Cuba, ont été déviés par Idalia sur le golfe du Mexique et dispersés dans toute la zone continentale des États-Unis. Ils ont été signalées en Floride, d'où ils sont originaires, ainsi qu'en Géorgie, dans les Carolines, en Virginie, au Tennessee, en Alabama, au Kentucky et même aussi au nord qu'en Ohio dans le parc d'État de Caesar Creek.
Le 30 août, le gouverneur floridien, Ron DeSantis, s'est rendu à Perry dans la zone la plus touchée pour une conférence de presse pour rendre compte des actions entreprises par l'État après le passage de la tempête. Le 1er septembre, le gouverneur Brian Kemp de Géorgie a visité Valdosta avec son épouse et d'autres responsables de l'État pour évaluer les dégâts causés par Idalia. Le 2 septembre, le président Biden, la première dame Jill Biden et l'administratrice de la FEMA ont atterri à l'aéroport de Gainesville en Floride pour une visite aérienne des zones touchées au sein de l'État et une rencontre des autorités locales.